# Disparia diluta
Disparia diluta är en fjärilsart som beskrevs av George Francis Hampson 1910. Disparia diluta ingår i släktet Disparia och familjen tandspinnare. Inga underarter finns listade i Catalogue of Life.